# Ludwig Wucke

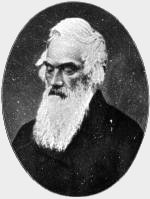
Ludwig Wucke

Christian Ludwig Wucke (* 28. Januar 1807 in Salzungen; † 1. Mai 1883 ebenda) war ein Sagenforscher, Mundartdichter des Rhöner Platt und Maler.

## Leben
Ludwig Wucke wurde am 28. Januar 1807 als Sohn des Apothekers und Arztes Dr. Gotthilf Theodor Wucke und dessen Ehefrau Dorothea, geb. Brückner, in Salzungen geboren. Mit 7 Jahren verlor er seinen Vater, der sich bei der Behandlung napoleonischer typhuskranker Soldaten, die sich auf dem Rückzug von der Schlacht bei Leipzig in Salzungen aufhielten, infiziert hatte. Schon als Kind zeigte Ludwig Wucke Talent zum Zeichnen und Malen.
Nachdem er das Meininger Gymnasium erfolgreich absolviert hatte, studierte er von 1826 bis 1829 an der Universität Jena Jura. Hier wurde er 1826 Mitglied der Jenaischen Burschenschaft und lernte den späteren Märchenerzähler und Dichter Ludwig Bechstein kennen, mit dem ihn eine enge Freundschaft verband. Nach drei Jahren Studium entschied er sich gegen den Juristenberuf; seine Vorlieben lagen im Malen und Zeichnen. Zu dieser Zeit entstanden mehrere Aquarelle mit Salzunger Stadtansichten. Aus finanziellen Gründen konnte er aber dieses Talent nicht auf einer Kunstakademie weiter ausbauen. Er begab sich auf der Suche nach Arbeit zu einem Onkel nach Westphalen, der ihm jedoch keine Hilfe war. Dort traf er zufällig auf Werber, die ihn zum Dienst in der holländischen Armee rekrutierten und trat dem Militär bei. In der Einheit des Herzogs Bernhard von Weimar kämpfte er gegen die Belgier und stieg bis zum Korporal auf. In der Lagerfreizeit nutzte er seine Talente als Landschaftsmaler (Motivserie „Holländische Aquarelle“). Als Folge einer Augenentzündung durch eine Infektion begann der leidenschaftliche Maler zu erblinden. Mit 29 Jahren kehrte der nun fast erblindete Wucke 1836 in seine Heimatstadt Salzungen zurück, wo er noch auf ärztliche Hilfe hoffte und von seiner Mutter und anderen Verwandten versorgt wurde. Immer auf Hilfe angewiesen, gelang es ihm, viele Wanderungen im Gebiet der Werra, Rhön und in den Thüringer Wald zu unternehmen. Hier entwickelte sich seine neue Leidenschaft, das Sammeln von Volkssagen, volkskundliche Beschreibungen und die Mundartdichtung. Ein alter Universitätsfreund Wucke's, Dr. Friedrich Hofmann veröffentlichte in seinem „Weihnachtsbaum“ einige Proben davon, die Wucke ermunterten, mit dieser Arbeit fortzufahren. 1864 erschien Wuckes Sammelwerk der „Sagen der mittleren Werra, der angrenzenden Abhänge des Thüringer Waldes, der Vorder- und der hohen Rhön sowie der fränkischen Saale“. 1865 erschien die erste Auflage seiner Mundartgedichte unter dem Titel „Uiß minner Haimet“. Im selben Jahr verstarb seine Mutter, die ihn knapp 30 Jahre lang versorgt hatte. 1873 erhielt er für seine über 800 Sagen den Schillerpreis und dazu 200 Taler. Wucke wurde in der Stadt als Mensch und Dichter geschätzt und war gern gesehener Gast bei Feiern und am Stammtisch, wo er die Teilnehmer mit Geschichten und Mundartstücken unterhielt.
Am 1. Mai 1883 starb Ludwig Wucke an den Folgen einer Oberschenkelfraktur nach einem Sturz aus seinem Lehnsessel. Eine Basaltsäule, die er in der Rhön ertastet hatte, wurde seinem Wunsch entsprechend sein Grabmal.

## Nachleben
Zu Ehren von Ludwig Wucke wurde am 30. April 1911 in den Anlagen des heutigen Rathenauparks ein Denkmal errichtet. Eine Straße in Bad Salzungen wurde nach ihm benannt, und in seinem Geburtshaus (dem heutigen Café Bein, Markt 4) wurde eine Relieftafel angebracht.
Später wurde auch eine Schule in Salzungen nach ihm Ludwig-Wucke-Schule benannt.
Entlang des Pummpälz-Wanderwegs stehen Holzskulpturen aus der Sagenwelt Wuckes und Ludwig Bechsteins.

## Werkbeispiel
D’r Bäck un die Bäckersche
E Zwiegespreech (Motto: Me blinn leine)
„Hanns, hörschte nett, d’r Gickel kräht“!

„I freilich doch! Båß meis’s verschlät!

Dås ös erscht Vitter Haine sinner;

Wårt närt e Wiel, glich kräht au minner.“

„Dou håst au räächt, båß’s ons ångött!

Un bann die Sonn åm Himmel stött,

Mei wunn ons dådröm nött bekömmer,

Die Ziete wärrn vun sälwer schlömmer

D’r Tååk öß laank, die Wåår wörd hårt,

Bär Seemel wöll, der kånn gewårt.

## Schriften
- Sagen der mittleren Werra nebst den angrenzenden Abhängen des Thüringer Waldes und der Rhön, Sagensammlung, Salzungen 1864: 1. Bd. Rechtes Werra-Ufer (Digitalisat), 2. Bd. Linkes Werra-Ufer (Digitalisat)
- Uis minner Heimet, (Gedichte und Prosastücke in Salzunger Mundart), 1865
  - Uiß minner Haimeth. Gedichte und Prosastücke in Salzunger Mundart, 2. Aufl. Salzungen 1890
- Der Jägerstein (Novelle)
- Der Haarkäufer (Novelle)